# Zachris Castrén
Zachris Castrén, född 12 december 1868 i Uleåborg, död 31 januari 1938 i Helsingfors, var en finländsk filosof, politiker och folkbildningsman. Han var kusin till statsminister Urho Castrén och brorson till språkforskaren Matthias Alexander Castrén.
Castréns föräldrar var köpmannen Zachris Castrén och Maria Gummerus. Han studerade religionsfilosofi vid Helsingfors universitet och disputerade för filosofie licentiatgrad 1899. Han var 1903–1932 docent i praktisk filosofi vid Helsingfors universitet. Hans vetenskapliga undersökningar gällde främst religionsfilosofi och morallära; hans huvudarbete, Uskonnonfilosofian käsitteestä ja metoodista (Om religionsfilosofins begrepp och metod), utkom i två band 1899–1903.
Han var under flera årtionden en av det fria folkbildningsarbetets ledande personligheter i det finska Finland. Särskilt betydande var hans insatser som rektor för Helsingfors finska arbetarinstitut från 1914 och som lärare vid socialhögskolan i Helsingfors från dennas grundläggning 1929. Han var aktiv inom kulturpolitiken och valdes som riksdagsledamot för Ungfinska partiet 1909.
År 1928 förlänades han professors namn.
Zachris Castrén var gift tre gånger: med Sigrid Lyche 1894-1905, Elli Kyander 1907-1917 och Sylvi Maria Heikel från 1918.